# 蟲紋毛鼻鯰
蟲紋毛鼻鯰，為輻鰭魚綱鯰形目毛鼻鯰科的其中一種。分布於南美洲巴西Paraiba do Sul河流域，體長可達13.1公分。

## 扩展阅读
維基物種上的相關：蟲紋毛鼻鯰